# Primo ministro dell'Abcasia
Il Primo ministro della Repubblica dell'Abcasia è il capo del governo della Repubblica separatista di Abcasia.

## Elenco
| Ritratto | Nominativo                  | Durata della carica                  |
| -------- | --------------------------- | ------------------------------------ |
|          | Gennadi Gagulia             | Gennaio 1995 - 29 aprile 1997        |
|          | Sergej Bagapš               | 29 aprile 1997 – 20 dicembre 1999    |
|          | Viacheslav Tsugba           | 20 dicembre 1999 - 30 maggio 2001    |
|          | Anri Jergenia               | 7 giugno 2001 - 29 novembre 2002     |
|          | Gennadi Gagulia             | 29 novembre 2002 - 8 aprile 2003     |
|          | Raul Khajimba               | 22 aprile 2003 - 6 ottobre 2004      |
|          | Nodar Khashba               | 6 ottobre 2004 - 14 febbraio 2005    |
|          | Alexander Ankvab            | 14 febbraio 2005 - 13 febbraio 2010  |
|          | Sergei Shamba               | 13 febbraio 2010 - 27 settembre 2011 |
|          | Leonid Lakerbaia            | 27 settembre 2011 - 2 giugno 2014    |
|          | Vladimir Delba (ad interim) | 2 giugno 2014 - 29 settembre 2014    |
|          | Beslan Butba                | 29 settembre 2014 - 17 marso 2015    |
|          | Shamil Adzynba (ad interim) | 17 marzo 2015 - 20 marzo 2015        |
|          | Artur Mikvabia              | 20 marzo 2015 - 26 luglio 2016       |
|          | Shamil Adzynba (ad interim) | 26 luglio - 5 agosto 2016            |
|          | Beslan Bartsits             | 5 agosto 2016 - 25 aprile 2018       |
|          | Gennadi Gagulia             | 25 aprile 2018 - 8 settembre 2018    |
|          | Daur Arshba (ad interim)    | 8 settembre 2018 - 18 settembre 2018 |
|          | Valeri Bganba               | 18 settembre 2018 - 23 aprile 2020   |
|          | Alexander Ankvab            | 23 aprile 2020 - 18 novembre 2024    |
|          | Valeri Bganba (ad interim)  | 18 novembre 2024 - in carica         |